# Olga Voglauer
Olga Voglauer (nascida a 3 de Outubro de 1980) é uma política austríaca do Partido Verde. Olga é membro do Conselho Nacional desde 2019, e desempenha funções como secretária-geral do Partido Verde desde 2023.
De 2015 a 2019 foi também membro do Concelho Municipal da localidade de Ludmannsdorf/Občinska, e tem formação superior em Agricultura.